# Tomas Lindahl
Tomas Robert Lindahl, FRS, švedski biolog, * 28. januar 1938.
Lindahl od leta 1981 živi in dela v Združenem kraljestvu, kjer se na inštitutu Cancer Research UK ukvarja z raziskovanjem raka. 
Za svoja odkritja na področju odpornosti celic proti raku in mehanizmov popravljanja DNK je leta 2007 prejel Kraljevo medaljo, leta 2010 Copleyjevo medaljo in leta 2015 še Nobelovo nagrado za kemijo.